# Astragalus nutriosensis
Astragalus nutriosensis är en ärtväxtart som beskrevs av M.J.Sand. Astragalus nutriosensis ingår i släktet vedlar, och familjen ärtväxter. Inga underarter finns listade i Catalogue of Life.